# Кузнецов, Владимир Иванович (химик)
Кузнецо́в, Владимир Ива́нович (30 июня 1915 — 21 марта 2005) — советский химик, историк науки и философ

 химии, доктор химических наук, профессор истории естествознания и техники, действительный член Международной академии истории наук (Париж) с 1978 года.

## Биография
Родился 30 июня 1915 года в слободе Елань Аткарского уезда Саратовской губернии. Отец — Кузнецов Иван Ефимович, мать — Тройцкая Матрёна Васильевна.
В 1933 году Кузнецов В.И. поступил в Ивановский химико-технологический институт, а на втором курсе в 1934 году перевелся в Саратовский государственный университет. По окончании университета получил диплом с отличием и удостоверение о сдаче на отлично кандидатского экзамена по общей, органической и физической химии.
В 1938-1941 гг. работал в Саратовском автодорожном институте (ныне Саратовский государственный технический университет имени Ю. А. Гагарина). В.И. Кузнецов был призван на военную службу по мобилизации в июне 1941 года и служил в войсках и действующей армии до конца войны. После окончания войны, с 1945 по 1949 гг., В.И. Кузнецов служил в Советской администрации в Германии. Работал в институте истории естествознания и техники им. С. И. Вавилова. Кузнецов В. И. является автором 25 монографий и более 200 научных статей по философии и истории химии, подготовил 30 кандидатов и 4 докторов наук.
- 1969—1977 — профессор кафедры диалектического и исторического материализма Московского химико-технологического института им. Д. И. Менделеева[3], читал курс лекций «Диалектика химии» для аспирантов и преподавателей химии.

Основные исследования посвящены вопросам истории химии и философии химии, философскому анализу развития химического знания и эволюция фундаментальных понятий химии. Создал и развил теорию концептуальных систем развития химии, которая в наиболее полном варианте изложена в книге «Общая химия: тенденции развития» (1989). Представления о концептуальных системах развития химии "по В.И. Кузнецову" были положены в основу работ по совершенствованию методов обучения химии в школе, осуществленных под руководством Н.Е. Кузнецовой в ЛГПИ имени А. И. Герцена в 1970-80-х годах, а сама Н.Е. Кузнецова защитила по этой теме докторскую диссертацию, отразила эти идеи в школьных учебниках по химии.
Похоронен на Химкинском кладбище.

## Избранная библиография
- Кузнецов В. И. Общая химия: тенденции развития. М.: Высшая школа, 1989. 288 c.
- Кузнецов В. И. Диалектика развития химии. От истории к теории развития химии. М.: Наука, 1973. 327 с.
- Кузнецов В. И. Эволюция представлений об основных законах химии. М.: Наука, 1967. 311 с.
- Кузнецов В. И. Развитие учения о катализе. М.: Наука, 1964. 424 c.
- Кузнецов В. И., Зайцева З. А., Химия и химическая технология. Эволюция взаимосвязей. М.: Наука, 1984. 296с.
- Кузнецов В. И.Тенденции развития химии. М.: Знание, 1976. 64 с.
- Развитие учения о валентности. Под ред. Кузнецова В. И. М.: Химия, 1977. Глава 1: «Современное состояние учения о валентности», и Глава 10: «Итоги историко-логического анализа проблемы валентности».
- Кузнецов В. И., Идлис Г. М., Гутина В. Н. Естествознание. М.: Агар, 1996. 384 с.
- Кузнецов В. И., Развитие химии металлоогранических соединений с СССР. М.: АН СССР, 1956. - 222 с.
- Кузнецов В. И., Из исторического опыта науки // Вестник РАН. 2003. Том 73, No.9 C.812-821.
- Кузнецов В. И., Печенкин А. А. Формирование мировоззрения учащихся при изучении химии: пособие для учителей. М.: Просвещение, 1978. 152с. (Каунас: Швиеса, 1982).
- Кузнецов В. И., Возникновение химии алициклических соединений. Изд-во АН СССР, 1961. 185с.
- Гречкин Н. П., Кузнецов В. И. Александр Ерминингельдович Арбузов, 1877-1968. - М.: Наука, 1977. 229с.
- Кузнецов В. И., Владимир Николаевич Ипатьев. Научная биография. М.: Наука, 1992. 192с.
- Кузнецов В. И., Небиеридзе Н. В., Цицишвили Г. В., Петр Григорьевич Меликишвили (Меликов), 1850-1927. - М.: Наука, 1985. - 222с.